# Lineare Kryptoanalyse
Die lineare Kryptoanalyse ist eine allgemeine Form der Kryptoanalyse, die auf der linearen Annäherung an den wahrscheinlichsten Schlüssel zum Brechen von Blockverschlüsselungsverfahren basiert. Diese Methode wurde 1992 von Mitsuru Matsui (einem der Entwickler des MISTY1-Verschlüsselungsalgorithmus) veröffentlicht.
Diese Technik wurde erstmals bei der Untersuchung der FEAL-Verschlüsselung eingesetzt. Später veröffentlichte Matsui auch einen Angriff auf den Data Encryption Standard (DES), der schließlich zur ersten öffentlichen Publizierung einer experimentellen Kryptoanalyse wurde. Dieser Angriff ist in der Praxis kaum anwendbar, da er für einen 16-Runden-DES 247 bekannte Klartext-/Chiffrat-Paare benötigt.
Andere Varianten der linearen Kryptoanalyse wurden sowohl für Block- als auch für Stromchiffren entwickelt. Daher wird bei neu entworfenen Algorithmen normalerweise ihre Sicherheit gegen die lineare Kryptoanalyse geprüft.
Die lineare Kryptoanalyse ist eine der am häufigsten verwendeten Angriffsmöglichkeiten gegen Blockchiffren, die andere ist die differenzielle Kryptoanalyse.